# Мар'ян Улц
Маріан Ульц (народився в Шаласі, Польща, 1947) – польський скульптор, відомий як яскравий представник наївного мистецтва, здобув визнання не лише на батьківщині, але й за її межами. Його унікальні роботи, що відзначаються простотою форм та глибоким символізмом, були представлені на численних міжнародних виставках. Зокрема, його творчість мала успіх у таких країнах, як Німеччина та Фінляндія, де його скульптури викликали значний інтерес серед поціновувачів мистецтва. Цей художник вміло поєднує традиційні техніки з інноваційними підходами, що робить його роботи особливо привабливими для широкої аудиторії.

## Зовнішні посилання
- Домашня сторінка Marian Ulc
- Інформація про художника на веб-сторінці гміни Загнаньськ (польська)